# 福富町 (足利市)
福富町（ふくとみちょう）は、栃木県足利市の町名。現行行政町名は福富町のみ。丁番のない単独町名である。郵便番号は326-0331。

## 地理
栃木県の南部で、足利市の南部に位置する。渡良瀬川の右岸側（南側）にあり、足利市の梁田地区に属する。

## 世帯数と人口
2021年（令和3年）12月1日現在の世帯数と人口は以下の通りである。
| 町丁   | 世帯数    | 人口    |
| ------ | --------- | ------- |
| 福富町 | 1,594世帯 | 1,841人 |

## 小・中学校の学区
市立小・中学校に通う場合、学区は以下の通りとなる。
| 番地 | 小学校             | 中学校             |
| ---- | ------------------ | ------------------ |
| 全域 | 足利市立梁田小学校 | 足利市立協和中学校 |

## 交通

### 鉄道
町内に鉄道は敷設されていない。

### 道路

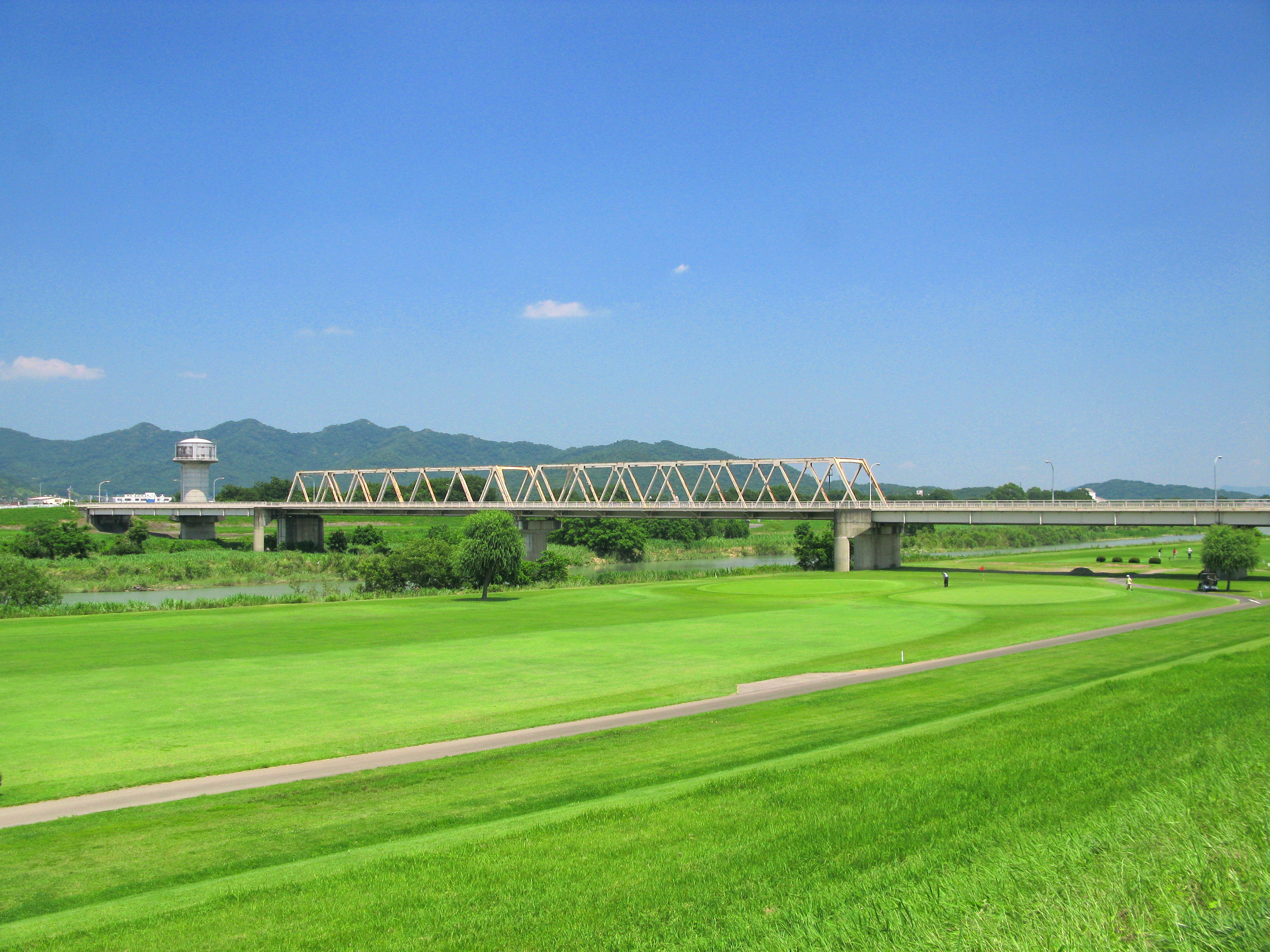
福猿橋

- 国道50号足利バイパス
- 栃木県道・群馬県道8号足利館林線
  - 福猿橋
- 栃木県道40号足利環状線
- 栃木県道・群馬県道128号佐野太田線
- 足利市道助戸・新山福富線
  - 福寿大橋

## 施設
- 梁田保育所
- 足利市立梁田小学校
- 足利大学附属高等学校
- 足利市農業協同組合 梁田支所
- 足利市梁田公民館
- 足利市役所 梁田こども館
- 普門寺
- 遍照寺（真言宗豊山派）
- 厳勝寺
- 御厨神社[6] - 中山太郎著『日本民俗学 歴史篇』によると「御厨神社は古い簗田御厨の鎮守として祭られたものである」という[6]。
- 福富町1丁目自治会館
- 朝倉福富緑地野球場
- 福富児童公園

## 出身・ゆかりのある人物
- 正田貞一郎（日清製粉創業者） - 母が小生川の長家出身である。
- 正田作次郎（貿易商人） - 上記正田貞一郎の父。